# Клепаровская улица

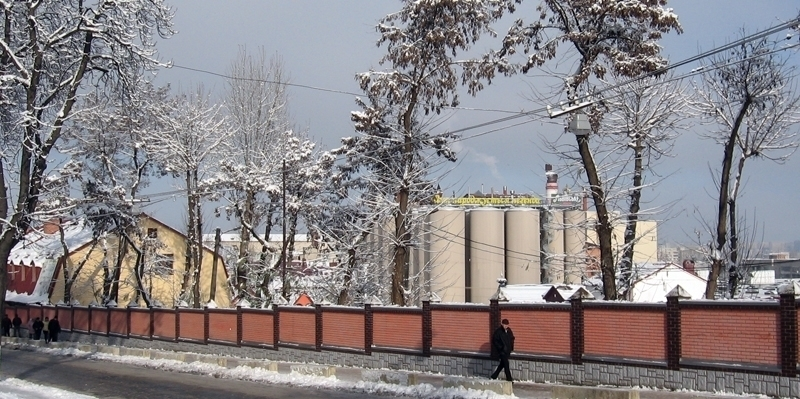
Львовская пивоварня

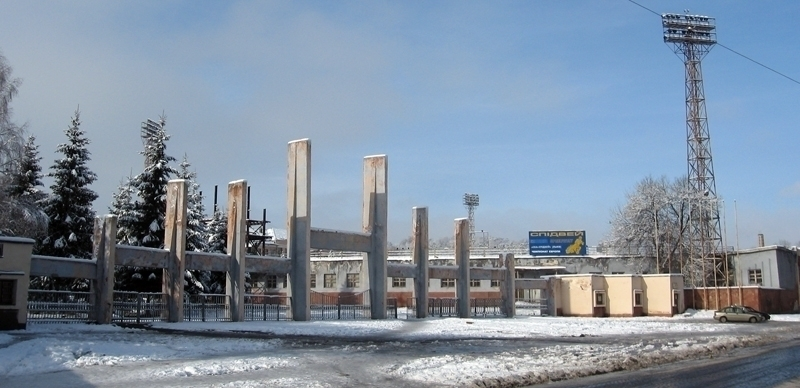
Стадион «СКА»

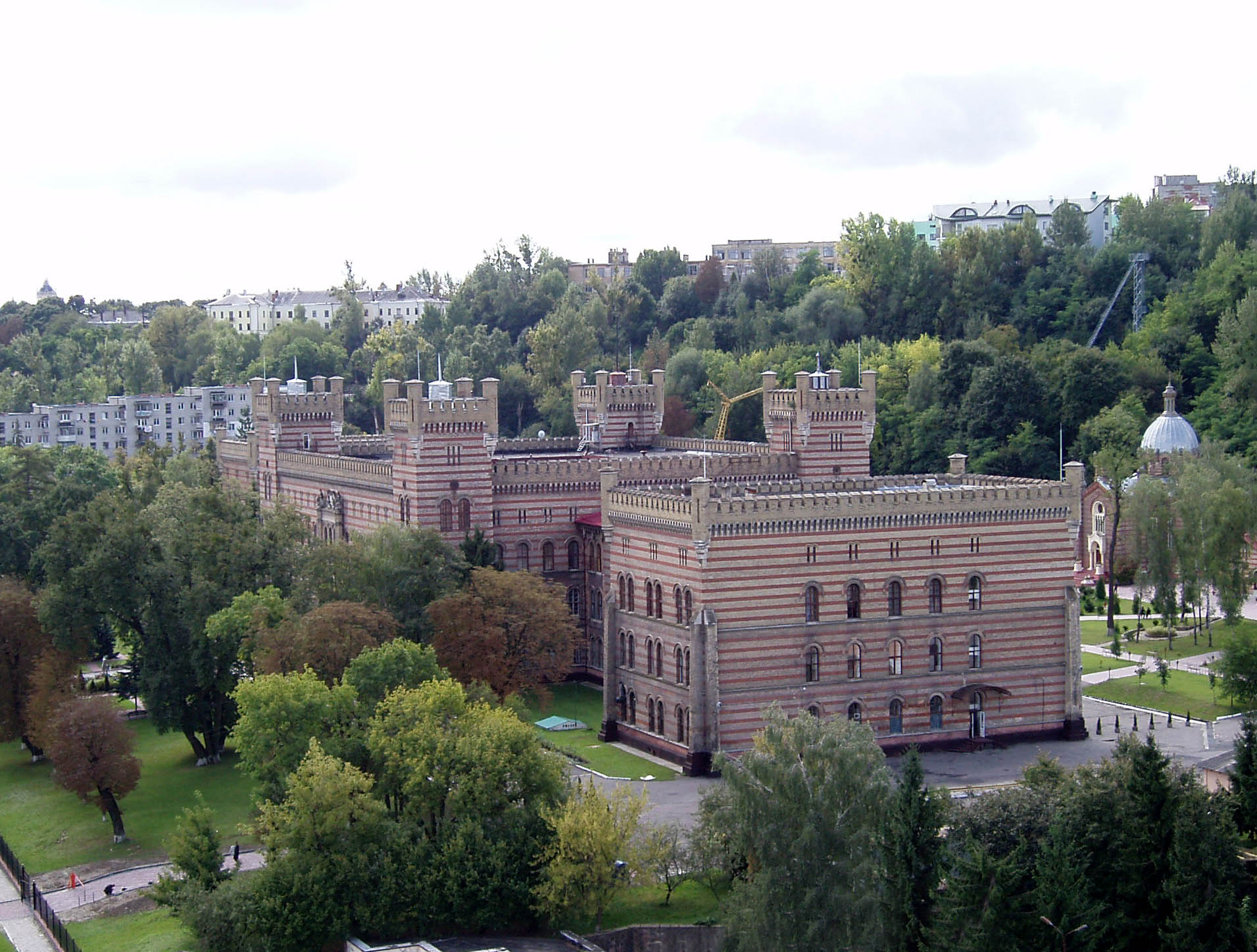
Дом инвалидов (Львов)

Клепа́ровская улица — улица в Шевченковском районе Львова (Украина).
До конца 1980-х годов в конце улицы была конечная остановка троллейбуса № 4, маршрут которого начинался от места, где был позже построен памятник Шевченко на проспекте Свободы. Застройка улицы: классицизм, модерн, конструктивизм 1930-х и 1980-х годов.

## Названия
- Не позднее 1825 года Клепаровская улица, по названию этой местности, пригорода Клепаров.
- В 1955—1990 гг. — улица Кузнецова в честь Николая Ивановича Кузнецова, советского разведчика времен Великой Отечественной войны.

## Примечательные здания и сооружения
- № 11 — до 1939 — еврейская купеческая гимназия, с советского времени здесь кооперативный техникум.
- № 16 — сооружен в 1891 г. арх. Ю. Гохбергером, до 1939 — приют для бедных, который принадлежал ордену Брата Альберта, известного в миру как Хмелёвский, Альберт, в 1950-х это было общежитие Лесотехнического института № 1.
- № 18 — до 1939 — Львовское акционерное общество пивоваров и фабрика искусственного льда, в советское время Львовский пивзавод, с 1960-х — производственное объединение пивобезалкогольной промышленности «Колос», сейчас это Львовская пивоварня. Здесь же открыт Львовский музей пивоварения.
- № 30 — 12-этажная гостиница украинского минобороны «Власта», построена в 1976 году как гостиница «Россия».
- № 35 — Львовский государственный университет безопасности жизнедеятельности; занимает здание австрийского Дома инвалидов, при СССР — Львовское пожарное училище.
- № 39-а — спортивный комплекс СКА, построенный в 1980-х годах.